# بيل مكينون (دبلوماسي)
بيل مكينون (بالإنجليزية: Bill McKinnon)‏ هو دبلوماسي أسترالي، ولد في 23 فبراير 1931، وتوفي في 10 ديسمبر 1988.